# Przemysław Miarczyński
Przemysław Miarczyński, född den 26 augusti 1979 i Gdańsk i Polen, är en polsk seglare.
Han tog OS-brons i RS:X i samband med de olympiska seglingstävlingarna 2012 i London.